# Estádio Luís de Albuquerque Pontes
O Estádio Luiz de Albuquerque Pontes é um estádio de futebol, conhecido como Luizão, que localiza-se na cidade de Atalaia, no estado de Alagoas, com capacidade para 3.000
pessoas, e que atende ao Sport Clube Santo Antônio.[carece de fontes?] Foi inaugurado em 2009.
Seu nome é uma homenagem a Luiz de Albuquerque Pontes, mais conhecido pelo povo como Luiz Vigário, e que deixou sua marca na história política da cidade, tendo sido prefeito por dois mandatos, quando calçou diversas ruas na cidade, construiu diversas escolas e prédios públicos.